# تیم ملی بسکتبال بولیوی
تیم ملی بسکتبال بولیوی،نماینده کشور بولیوی در مسابقات بین‌المللی بسکتبال است.